# الكوريون في اليابان
الكوريون في اليابان (باليابانية: 在日韓国・朝鮮人) هم الكوريين الذين لديهم إقامة دائمة في اليابان أو أصبحوا مواطنين يابانيين بدأت هجرتهم إلى اليابان في عام 1945 أو هم أبناء هؤلاء المهاجرين. هم مجموعة مميزة من مواطني كوريا الجنوبية الذين هاجروا إلى اليابان بعد نهاية الحرب العالمية الثانية وتقسيم كوريا. تشكل حاليًا ثاني أكبر مجموعة أقلية عرقية في اليابان بعد المهاجرين الصينيين ، حيث يندمج العديد من الكوريين في عموم السكان اليابانيين.